# 拟细萼茶
拟细萼茶（学名：Camellia parvisepaloides）为山茶科山茶属的植物。分布于中国大陆的云南等地，属中国原产的植物（非从国外引种）。